# Costa Masnaga
Costa Masnaga – miejscowość i gmina we Włoszech, w regionie Lombardia, w prowincji Lecco.
Według danych na rok 2007 gminę zamieszkuje 4620 osób, 924 os./km².